# Manuel Carvalheiro
Manuel Carvalheiro (Lisboa, 30 de dezembro 1950 - Lisboa, 21 de abril 2019) foi um cineasta, documentarista, argumentista, produtor cinematográfico independente, ensaísta, cronista e crítico de cinema português. Foi o primeiro teórico de cinema português. 

## Primeiros anos
Manuel Carvalheiro nasceu em Lisboa, filho de Manuel Teixeira Dias Carvalheiro, intelectual e militante do Partido Comunista Português,  licenciado em Económicas e Financeiras, e de Maria de Lourdes da Silva Ferreira, pediatra. A familia, oriunda da Figueira da Foz, era republicana e antifascista. O avô paterno e os tios foram presos políticos durante a Ditadura, e o pai pertencia ao sector intelectual do PCP. Os pais casaram a 1 de janeiro de 1949 para gerir uma casa clandestina, em Lisboa, onde se reuniam destacados dirigentes do PCP, mas a pedido de José Dias Coelho e na sequência de uma série de prisões políticas de dirigentes comunistas, a familia mudou-se para Angola.  
Instalaram-se inicialmente em Silva Porto, mas acabaram por radicar-se em Luanda. O pai, a par da sua atividade profissional, foi co-fundador do Cine-clube de Luanda e vogal da Sociedade Cultural de Angola.  Durante a Ditadura, os pais defenderam expressões artísticas angolanas avant la lettre e apoiaram ativamente os movimentos independentistas. Manuel Carvalheiro cresceu com consciência política, num ambiente cultural e cinematográfico com mais liberdade que na metrópole. 
Recebeu a sua primeira máquina fotográfica aos oito anos, durante uma viagem com o pai ao Congo Belga e ao Congo Francês. Tirou fotografias aéreas e da travessia do rio Congo, no que foi o despertar de uma paixão duradoura pela fotografia. Adolescente, passou um ano letivo na Figueira da Foz, tornando-se próximo do seu outro tio paterno, Manuel Leitão Fernandes, fotógrafo amador, cinéfilo e, mais tarde, um dos fundadores do Festival Internacional de Cinema da Figueira da Foz. Viajou pelas principais capitais europeias, e assistiu ao Festival de Veneza de 1967 com os pais.

## Carreira
Aos dezanove anos, iniciou-se como crítico de cinema no Círculo Universitário de Cinema de Luanda e no jornal O Comércio, de Luanda. Em plena Guerra Colonial Portuguesa, deixou o segundo ano do curso de engenharia química, na Universidade de Luanda, e partiu para o exílio estudar cinema, em Paris, no Laboratoire Audio-visuel da Escola Prática de Altos Estudos, onde se formou com o documentarista Jean Rouch, pioneiro do cinéma vérité (cinema direto). 
Aos vinte e dois anos, foi nomeado encarregado de curso na Universidade Sorbonne Nouvelle onde deu o Seminário de Semiologia do Cinema. Residiu na Maison de l'Italie, na Cité Internationale Universitaire de Paris e fundou o Cine-clube Bento Caraça, na Maison du Portugal. A partir de 1972, participou como correspondente de cinema nos festivais internacionais de Cannes, Veneza, Berlim, Grenoble e Karlovy Vary.  No Festival de Cannes, conheceu António da Cunha Telles, António de Macedo, António-Pedro Vasconcelos, a atriz Maria Cabral, e outros cineastas e artistas do Novo Cinema.   
Manuel Carvalheiro e Glauber Rocha conheceram-se em 1972, no Festival de Berlim , surgindo, entre eles, uma amizade que duraria até à morte do realizador brasileiro. Glauber Rocha assumiu o papel de mentor de Manuel Carvalheiro e trabalharam juntos em França, Portugal e Alemanha. Com a notícia do 25 de abril de 1974, Manuel Carvalheiro viajou de carro para Lisboa, onde chegou passados quatro dias, no dia 29 do mesmo mês. Acolheu Rocha na sua casa da rua dos Lusíadas, em Lisboa, e participou no histórico desfile do 1º de maio, imortalizado no filme coletivo As Armas e o Povo. Trabalharam, ainda, no filme inacabado sobre a revolução portuguesa, Lisboa Livre, rodado nos dias que se seguiram ao 25 de Abril de 1974. A 27 de novembro de 1974, casou-se com Ondina Silva e, dois anos mais tarde, nasceu a filha única de ambos. 
Aos vinte e seis anos, sob a orientação do teórico de cinema Christian Metz, defendeu a tese "Reflexões sobre a Teoria Eisensteiniana no Cinema" na École des Hautes Etudes en Sciences Sociales (EHESS). Nesse mesmo ano letivo, foi contratado pelo Consulado Português em Paris para dar aulas de Português aos filhos dos emigrantes residentes em Champigny-sur-Marne, um conhecido bairro de lata dos arredores de Paris. Em 1979, foi um dos subscritores do Manifesto dos Novíssimos Cineastas, na 8.ª edição do Festival Internacional de Cinema da Figueira da Foz. 
Em 1981, Manuel Carvalheiro realizou Abecedário (ABC) em Paris, verdadeiro testamento cultural e única entrevista do género a Glauber Rocha.  Mais tarde, ajudou o mentor e amigo a instalar-se em Sintra  com a família e colaborou no seu último argumento, Império de Napoleão,  que não chegou a ser filmado por morte do realizador brasileiro.  No ano seguinte, Manuel Carvalheiro representou Portugal com a sua curta-metragem Abecedário (ABC), oficialmente selecionada pela organização do Festival Internacional de Cinema de Huelva e distinguida no Festival international du jeune cinéma de Hyères com o Prémio da CICAE, Confederação Internacional dos Cinemas de Arte e Ensaio. 
Manuel Carvalheiro teve uma colaboração profícua com o diretor de fotografia Manuel Costa e Silva e, em 1982, representou Portugal com a curta-metragem Amores de Salazar, oficialmente selecionada pelo Festival Internacional de Cinema de Berlim.   
Em 1985, sob a direção de Christian Metz, doutorou-se com Mention Très Bien pela École des Hautes Etudes en Sciences Sociales (EHESS) com a tese O Cinema intelectual: Mutações na teoria Eisensteiniana que, em 1989, daria origem ao seu livro As Mutações do Cinema no Tempo do Vídeo. 
Manuel Carvalheiro foi membro da Associação Portuguesa de Escritores e o primeiro teórico de cinema português. Ensaísta, cronista e crítico de cinema, colaborou nos Cahiers du Cinéma , na revista cinematográfica Positif (revue) e em várias publicações portuguesas, de entre as quais se destacam Seara Nova, Jornal de Letras, Diário de Notícias, Público, A Capital, Diário de Lisboa, Diário Popular, O Primeiro de Janeiro, O Século, República (jornal) e a revista Vértice. 
Representou Portugal com curtas-metragens e documentários em festivais internacionais de cinema e participou regularmente no antigo Festróia, Festival Internacional de Cinema de Troia (1985-2014). Polémico e irreverente, apresentou inúmeros projetos de longas metragens, mas acabou marginalizado pelo IPC (Instituto Português de Cinema) que nunca lhe aprovou os filmes. Fundou a produtora Filmes Século XXI para fazer cinema de autor e passou por grandes constrangimentos económicos devido à falta de atribuição de subsídios, situação que teve um impacto negativo na saúde de Manuel Carvalheiro e nas suas relações familiares e sociais. 
No final da década de 1990, levou a concurso vários documentários, entre os quais A UNESCO, a Expo 98 no Ano Internacional dos Oceanos (1997) e Lembrança de Provas Hípicas nas Olimpíadas (1998), distinguido pelo prémio do público no Ficts Fest de 1998. 
Manuel Carvalheiro foi amigo de Marco Ferrari que se inspirou nas suas vivências e lhe dedicou o livro Alla rivoluzione sulla due cavalli, posteriormente adaptado ao cinema e vencedor do Leopardo de Ouro do Festival Internacional de Cinema de Locarno em 2001.
Morreu aos sessenta e oito anos de septicémia, em Lisboa, e foi sepultado no dia 25 de abril de 2019, no Talhão dos Artistas do Cemitério dos Prazeres.

## Filmografia
Realizou vários filmes: 
- 1972 — Glauber Rocha (média-metragem em colaboração com Manuel Madeira)
- 1974 — Lisboa Livre (em colaboração com Glauber Rocha, inacabado)
- 1976 — Diário de uma Contaminada (curta-metragem com Lídia Franco) [1]
- 1979 — Experiências (curta-metragem) [2]
- 1980 — Monólogos Femininos (curta-metragem
- 1981 — Abecedário (curta-metragem) [1]
- 1981 — Inglês Sem Mestre (curta-metragem)
- 1982 — Amores de Salazar (curta-metragem com Io Appoloni) [1]
- 1982 — À Volta de Washington Square (curta-metragem)
- 1982 — O Analfabeto (curta-metragem)
- 1984 — O Paraíso Terrestre - Karl Marx (curta-metragem)
- 1984 — Yoknapatawpha (curta-metragem)
- 1985 — Inquérito (curta-metragem)

## Diaporama
- 1987 — Aspectos da Galiza do Pintor Dominguez Alvarez

## Videografia
- 1989 — Fusão Campestre
- 1994 — Viagem ao triângulo de Tore
- 1996 — Dia do Centenário da Oceanografia Portuguesa
- 1997 — A UNESCO e a Expo 98 no Ano Internacional dos Oceanos
- 1997 — O 11 de Abril: Entrega de um Navio Oceanográfico
- 1998 — Lembrança de Provas Hípicas nas Olimpíadas
- s/data — Uma certa Colecção: A Exposição José-Augusto França

## Prémios
- Prémio CICAE, 1982
- Ficts Fest, Prémio do Público, 1998